# Проти шторму (фільм)
«Проти шторму» (англ. The Finest Hours) — американський драматичний фільм-катастрофа режисера Крейга Ґелеспі. В основу сюжету стрічки лягла однойменна книга 2009 року, заснована на реальних подіях.
Дубльований українською мовою студією Le Doyen на замовлення «Disney Character Voices International» у 2016 році.

## Сюжет
У лютому 1952 року біля східного узбережжя США починається потужний шторм, і екіпажі відразу двох нафтових танкерів опиняються в небезпеці. Один із танкерів буря буквально розірвала навпіл, доля іншого судна – також ще непевна. В самий розпал шторму група чотирьох людей на дерев'яній шлюпці розпочинає найризикованішу рятувальну операцію в історії берегової охорони.

## У ролях
| Актор              | Персонаж         | Опис |
| ------------------ | ---------------- | --- |
| Кріс Пайн          | Бернард Веббер   | чесний, доброзичливий керманич; керує рятувальним судном CG 36500                                                                  |
| Кейсі Аффлек       | Рей Сіберт       | звичайний член екіпажу танкера, який несподівано стає тим, від кого всі чекають вказівок                                           |
| Бен Фостер         | Річард Лівсі     | ветеран берегової охорони; незважаючи на всі свої сумніви з приводу лідерських якостей Берні, зголосився добровольцем на завдання. |
| Голлідей Ґрейнджер | Міріам           | телефоністка, заручена з Берні; турбується про безпеку свого нареченого                                                            |
| Ерік Бана          | Деніел Клафф     | командир станції берегової охорони Чатема, який знаходиться на посту, коли починається ураган.                                     |
| Джон Магаро        | Ервін Маск       | моряк |
| Джон Ортіс         | Воллес Куірі     | ветеран екіпажу танкера «Пендлтон»                                                                                                 |
| Кайл Галлнер       | Енді Фіцджеральд | добровільно приєднується до Берні Веббера і Річарда Лівсі на судно CG 36500                                                        |
| Бо Напп            | Мел «Гас» Гутро  | добровільно приєднується до Берні Веббера і Річарда Лівсі на судно CG 36500                                                        |